# German Graduate School of Management and Law
Die German Graduate School of Management and Law gGmbH (GGS; bis 2009 heilbronn business school, hbs) war eine 2005 gegründete private, staatlich anerkannte Stiftungshochschule in Heilbronn, die von der Dieter-Schwarz-Stiftung gefördert wurde. Sie bot für Hochschulabsolventen berufsbegleitende Master-Studiengänge an. Die GGS hat bis 2021 den Studienbetrieb unter ihrer Firmierung fortgeführt und ging dann in der TU München auf.

## Geschichte
Die heilbronn business school wurde 2005 als private Hochschule der Dieter-Schwarz-Stiftung gegründet. Der Studienbetrieb wurde zunächst mit Masterstudiengängen von Partnerhochschulen sichergestellt. Im Oktober 2006 startete das MBA-Programm der hbs und der Masterstudiengang Business Law (LL.M.).
Die hbs wurde am 7. Juli 2006 vom deutschen Wissenschaftsrat institutionell akkreditiert. Seit dem 18. Juli 2006 war sie eine vom Land Baden-Württemberg staatlich anerkannte Fachhochschule.
Am 16. Juni 2009 benannte sich die Hochschule in German Graduate School of Management and Law um. Im April 2011 wurde das Graduiertenkolleg "Dynamic Capabilities and Relationships" zusammen mit der wirtschaftswissenschaftlichen Fakultät der Europa-Universität Viadrina Frankfurt (Oder) gegründet.
Durch den Wissenschaftsrat wurde die German Graduate School of Management and Law im September 2013 auf die Höchstdauer von zehn Jahren reakkreditiert.
Die GGS stellte im Zuge der Übernahme durch die TU München 2021 den operativen Betrieb ein.

## Organisation
Die GGS bot  für Hochschulabsolventen ein berufsbegleitendes Masterstudium mit einer Dauer von vier Semestern (18 bis 24 Monate) an. Die Studiengänge finden im berufsbegleitenden Wochenendformat statt.
Im Oktober 2006 startete das MBA-Programm und der Masterstudiengang Business Law (LL.M.). Insgesamt bietet die Hochschule acht Masterstudiengänge an.
Seit 2008 bot die GGS in der Executive Education Fortbildungsangebote in den Bereichen Wirtschaft und Recht an. Das Programm bestand aus speziell konzipierten Inhouse-Schulungen für einzelne Unternehmen, offenen Seminaren wie das Leadership Certificate und die Reihe Women in Management sowie Vortragsreihen.
Präsident der Hochschule war von Juli 2008 bis 30. Juni 2009 Thomas Armbrüster. Von Juli 2009 bis Juli 2011 leiteten Dirk Zupancic (Chief Executive Officer) und Tomás Bayón (Academic Dean) gemeinsam die GGS. Von Juli 2011 bis Dezember 2016 hatte Dirk Zupancic die Funktion als Präsident und Geschäftsführer inne. Die Zusammenarbeit mit Zupancic endete im Zuge der Entscheidung der Dieter-Schwarz-Stiftung über die Ansiedlung einer staatlichen Universität am Bildungscampus, in der die GGS nach den Vorstellungen der Stiftung langfristig aufgehen soll. Von Januar 2017 bis zur Auflösung der GGS 2021 leitet Tomás Bayón die GGS als Vorstand der Hochschule und Alleingeschäftsführer.

## Studienangebote
- MBA in General Management
- LL.M. in Business Law
- MSc in Business Management, ab 2007 in Kooperation mit der Leeds University Business School, vormals zusammen mit der University of Glamorgan
- M.Sc. in Management Schwerpunkt Dienstleistungsmanagement
- M.Sc. in Management Schwerpunkt Handelslogistik
- M.Sc. in Management Schwerpunkt Innovations- und Technologiemanagement
- M.Sc. in Management Schwerpunkt Vertriebsmanagement
- M.Sc. in Management (Vollzeit)

## Professoren
- Tomás Bayón
- Daniel Benkert
- Gerd Hahn
- Martin Schulz
- Christopher Stehr
- Heinz-Theo Wagner